# Dr. Dre
André Romelle Young (Compton, 1965. február 18. –), művésznevén Dr. Dre, Primetime Emmy- és többszörös Grammy-díjas amerikai hiphop producer, rapper és színész. Ő az alapítója és jelenlegi vezérigazgatója az Aftermath Entertainmentnek és a Beats Electronicsnak. Karrierje kezdetén tagja volt az N.W.A nevű rapbandának. Korábban tulajdonosa volt a Death Row Recordsnak. Számos előadónak segített albumot készíteni, ezzel egyengetve karrierjüket; ezen előadók közé tartozik például 2pac, Snoop Dogg, Eminem, Xzibit, 50 Cent, The Game és Kendrick Lamar. Kulcsfigura volt a nyugati-parti rap, elsősorban a G-funk stílus népszerűsítésében. A Forbes magazin szerint ő a harmadik leggazdagabb személy a hiphop színtéren.
Karrierjét a World Class Wreckin' Cru tagjaként kezdte, majd utána lett híres az N.W.A-vel. 1992-ben jelentette meg első szólóalbumát, a The Chronicot, amivel egycsapásra az egyik legkelendőbb előadó lett az Egyesült Államokban, valamint Grammy-díjat nyert a "Let Me Ride"-dal. Ugyanebben az évben segédkezett Snoop Dogg debütáló albumánál, a Doggystyle-nál. 2001-ben szerepelt DJ Pooh Balhé a mosodában című vígjátékában.

## Diszkográfia
| Stúdióalbumok            | Stúdióalbumok                | Stúdióalbumok |
| Év                       | Cím                          |               |
| ------------------------ | ---------------------------- | ------------- |
| 2015                     | Compton                      |               |
| 1992                     | The Chronic                  |               |
| 1999                     | 2001                         |               |
| TBA                      | Detox                        |               |
| TBA                      | The Planets – instrumentális |               |
| 2015                     | Compton                      |               |
| World Class Wreckin' Cru |                              |               |
| 1985                     | World Class                  |               |
| 1986                     | Rapped in Romance            |               |
| N.W.A                    |                              |               |
| 1988                     | Straight Outta Compton       |               |
| 1990                     | 100 Miles and Runnin'        |               |
| 1991                     | Efil4zaggin                  |               |